# Scolopax mira
Scolopax mira là một loài chim trong họ Scolopacidae.